# Вівчарик японський
Вівча́рик японський (Phylloscopus xanthodryas) — вид горобцеподібних птахів родини вівчарикових (Phylloscopidae). Гніздиться в Японії, зимує в Південно-Східній Азії. Раніше вважався підвидом шелюгового вівчарика, однак був визнаний окремим видом.

## Опис
Довжина японського вівчарика становить 11-13 см. Він загалом є подібним до шелюгового вівчарика, однак верхня частина тіла у нього є більш зеленою. Нижня частина тіла жовтувата, особливо на боках, живіт більш білий. Жовті смуги на крилах є більш яскравими і широкими, крила загалом довші. 

## Поширення і екологія
Японські вівчарики гніздяться на островах Хонсю, Сікоку і Кюсю. Взимку вони мігрують на Тайвань та на острови Малайського архіпелагу. Вони гніздяться в гірських хвойних і березових лісах, переважно на висоті від 1500 до 2500 м над рівнем моря, зимують в тропічних лісах, в мангрових заростях, в садах і на плантаціях. Живляться комахами та іншими дрібними безхребетними.